# Persone di nome Giovan
| Questa pagina contiene informazioni ricavate automaticamente dalle voci biografiche con l'ausilio del template Bio e di un bot. L'aggiornamento è periodico e automatico e ricostruisce completamente la pagina. Se manca una persona in questa lista, sei pregato di non aggiungerla, ma accertati piuttosto che la sua voce biografica contenga il template Bio e che i dati anagrafici siano correttamente compilati. Se il template Bio manca, inseriscilo tu stesso o, in alternativa, metti l'avviso {{tmp\|Bio}} che ne segnala la mancanza. Se i dati riportati sono sbagliati, correggi direttamente la voce biografica; le modifiche saranno visibili in questa lista entro pochi giorni. Per chiarimenti vedi il progetto antroponimi. La lista contiene solo le 188 persone che sono citate nell'enciclopedia e per le quali è stato implementato correttamente il template Bio. Pagina aggiornata al 16 ott 2024. |

Questa è una lista di persone presenti nell'enciclopedia che hanno il prenome Giovan, suddivise per attività principale.

## Allenatori di calcio(1)
- Battista Rota, allenatore di calcio e calciatore italiano (Bergamo, n. 1932 - Bergamo, † 2018)

## Ambasciatori(1)
- Giovan Battista Nani, ambasciatore e storico italiano (Venezia, n. 1616 - Venezia, † 1678)

## Ammiragli(1)
- Giovan Battista Albini, ammiraglio italiano (La Maddalena, n. 1812 - Cassano Spinola, † 1876)

## Anatomisti(1)
- Giovan Battista Verle, anatomista italiano (Bassano del Grappa, n. 1639 - Rovigo, † 1695)

## Archeologi(2)
- Giovan Battista Passeri, archeologo, letterato e avvocato italiano (Farnese, n. 1694 - Pesaro, † 1780)
- Giovan Battista Vermiglioli, archeologo, storico e numismatico italiano (Perugia, n. 1769 - Perugia, † 1848)

## Architetti(17)
- Giovan Maria Borsotto, architetto svizzero (Riva San Vitale, n. 1683 - Riva San Vitale, † 1760)
- Giovan Battista Filippo Basile, architetto italiano (Palermo, n. 1825 - Palermo, † 1891)
- Giovan Betto, architetto italiano (Riva Valdobbia, n. 1642 - Nancy, † 1722)
- Giovan Battista Borsani, architetto italiano (Milano, n. 1850 - Milano, † 1906)
- Giovan Francesco Buonamici, architetto e pittore italiano (Rimini, n. 1692 - Rimini, † 1759)
- Giovan Battista Caniana, architetto e scultore italiano (Romano di Lombardia, n. 1671 - Alzano Lombardo, † 1754)
- Giovan Battista Cavagna, architetto, ingegnere e pittore italiano (Roma - Loreto, † 1613)
- Giovan Battista Comencini, architetto italiano (Udine, n. 1849 - Napoli, † 1924)
- Giovan Battista Contini, architetto italiano (Montalcino, n. 1642 - Roma, † 1723)
- Giovan Battista Gianni, architetto e scultore italiano (Cerano d'Intelvi - Abruzzo)
- Giovan Francesco Leomporri, architetto e decoratore italiano (n. 1733)
- Giovan Battista Martinetti, architetto e ingegnere svizzero (Bironico, n. 1764 - Bologna, † 1830)
- Giovan Battista Montano, architetto, disegnatore e scultore italiano (Milano, n. 1534 - Roma, † 1621)
- Giovan Battista Nauclerio, architetto e ingegnere italiano (Napoli, n. 1666 - Napoli, † 1739)
- Giovan Battista Palazzotto, architetto italiano (Palermo, n. 1834 - Palermo, † 1896)
- Giovan Battista Silvestri, architetto e pittore italiano (Firenze, n. 1796 - † 1873)
- Giovan Domenico Vinaccia, architetto, ingegnere e scultore italiano (Massa Lubrense, n. 1625 - Napoli, † 1695)

## Arcivescovi cattolici(3)
- Giovan Francesco Compagnoni Marefoschi, arcivescovo cattolico italiano (Macerata, n. 1757 - Rio de Janeiro, † 1820)
- Giovan Battista Foppa, arcivescovo cattolico italiano (Bergamo, n. 1603 - Benevento, † 1673)
- Giovan Battista Pichierri, arcivescovo cattolico italiano (Sava, n. 1943 - Trani, † 2017)

## Astronomi(1)
- Giovan Battista Amico, astronomo, matematico e filosofo italiano (Cosenza - Padova, † 1538)

## Attori(1)
- Giovan Donato Lombardo, attore e commediografo italiano (Bitonto)

## Attori teatrali(1)
- Giovan Battista Andreini, attore teatrale e drammaturgo italiano (Firenze - Reggio nell'Emilia, † 1654)

## Avvocati(2)
- Giovan Battista Castellani, avvocato, giurista e politico italiano (Cividale del Friuli, n. 1820 - Cividale del Friuli, † 1877)
- Giovan Battista Raja, avvocato e politico italiano (Mazara del Vallo, n. 1884 - † 1957)

## Calciatori(4)
- Giovan Battista Benvenuto, calciatore e allenatore di calcio italiano (Genova, n. 1942 - Grosseto, † 2021)
- Giovan Battista Martini, calciatore italiano (Arma di Taggia, n. 1922 - Milano, † 1986)
- Giovan Battista Pienti, ex calciatore italiano (Casalpusterlengo, n. 1944)
- Giovan Battista Pirovano, calciatore italiano (Vercelli, n. 1937 - Vercelli, † 2014)

## Cardinali(1)
- Giovan Carlo de' Medici, cardinale italiano (Firenze, n. 1611 - Villa di Castello, † 1663)

## Cavalieri(1)
- Giovan Battista Pignatelli, cavaliere italiano (Napoli, n. 1540 - Napoli, † 1600)

## Cestisti(1)
- Giovan Oniangue, cestista della Repubblica del Congo (Brazzaville, n. 1991)

## Chirurghi(1)
- Gian Battista Rini, chirurgo italiano (Salò, n. 1795 - Salò, † 1856)

## Collezionisti d'arte(1)
- Giovan Giorgio Cesarini, collezionista d'arte italiano (Roma, n. 1549 - Roma, † 1585)

## Compositori(2)
- Giovan Gualberto Brunetti, compositore italiano (Pistoia, n. 1706 - Pisa, † 1787)
- Gian Noceti Della Casa, compositore e chitarrista italiano (Genova, n. 1874 - Roma, † 1957)

## Condottieri(2)
- Giovan Francesco Gambara, condottiero italiano (Brescia, † 1511)
- Giovan Angelo di Nocera, condottiero e nobile italiano (Castellammare di Stabia)

## Criminali(1)
- Giovan Francesco Beatrice, criminale italiano (Gargnano, n. 1556 - Riva del Garda, † 1609)

## Crittografi(1)
- Giovan Battista Bellaso, crittografo italiano (Brescia, n. 1505)

## Cuochi(1)
- Giovan Battista Rossetti, cuoco italiano (Ferrara)

## Decoratori(1)
- Giovan Battista Ballanti Graziani, decoratore italiano (Faenza, n. 1762 - Faenza, † 1835)

## Drammaturghi(2)
- Giovan Battista Cini, commediografo e scrittore italiano (Pisa, n. 1528 - Firenze, † 1586)
- Giovan Battista Corniani, commediografo, saggista e critico letterario italiano (Orzinuovi, n. 1742 - Brescia, † 1813)

## Economisti(1)
- Giovan Francesco Pugliese, economista, storico e giurista italiano (Cirò, n. 1789 - Cirò, † 1855)

## Fantini(5)
- Giovan Battista Landi, fantino italiano (Siena)
- Giovan Battista Lanini, fantino italiano (Cetica)
- Giovan Battista Papi, fantino italiano (Firenze, n. 1687 - Firenze, † 1719)
- Giovan Battista Paradisi, fantino italiano (Pomarance)
- Giovan Battista Pistoi, fantino italiano (San Quirico d'Orcia, n. 1672 - Siena, † 1732)

## Filosofi(3)
- Giovan Battista Crispo, filosofo, storico e presbitero italiano (Gallipoli - Roma)
- Giovan Battista Gelli, filosofo e scrittore italiano (Firenze, n. 1498 - † 1563)
- Apollinare Offredi, filosofo, astrologo e medico italiano (Cremona)

## Fisici(1)
- Giovan Pietro Grimaldi, fisico italiano (Modica, n. 1860 - Modica, † 1918)

## Francescani(1)
- Giovan Giacomo Passeri, francescano italiano (Montefalco - Urbino, † 1551)

## Fumettisti(1)
- Giovan Battista Carpi, fumettista e illustratore italiano (Genova, n. 1927 - Genova, † 1999)

## Funzionari(1)
- Giovan Giacomo Corniani, funzionario e diplomatico italiano (Rio San Martino, n. 1631 - † 1707)

## Generali(1)
- Giovan Battista Volpini, generale italiano (Verona, n. 1883 - Amba Alagi, † 1941)

## Giornalisti(1)
- Giovan Battista Bottero, giornalista e politico italiano (Nizza, n. 1822 - Torino, † 1897)

## Giuristi(3)
- Giovan Francesco Capodilista, giurista e diplomatico italiano (Padova - Padova, † 1459)
- Giovan Battista Coletti, giurista, funzionario e archivista italiano (Barga, n. 1778 - Firenze, † 1846)
- Giovan Paolo Lancellotti, giurista italiano (Perugia, n. 1522 - Perugia, † 1590)

## Imprenditori(1)
- Giovan Battista Mazzoni, imprenditore e politico italiano (Prato, n. 1789 - Prato, † 1867)

## Incisori(1)
- Giovan Battista Cavalieri, incisore e editore italiano (Villa Lagarina, n. 1525 - Roma, † 1601)

## Informatici(1)
- Giovan Battista Gerace, informatico italiano (Roma, n. 1925 - Roma, † 1987)

## Ingegneri(3)
- Giovan Giacomo Paleari Fratino, ingegnere italiano (Morcote, n. 1520 - Pamplona, † 1586)
- Giovan Battista Santangelo, ingegnere italiano (Palermo, n. 1889 - Palermo, † 1966)
- Giovan Battista Vinci, ingegnere italiano (Vibo Valentia, n. 1772 - Pozzuoli, † 1834)

## Intarsiatori(1)
- Giovan Francesco Capoferri, intarsiatore italiano (Lovere, n. 1487 - Bergamo, † 1534)

## Letterati(4)
- Giovanni Battista Amalteo, letterato italiano (Oderzo, n. 1525 - Roma, † 1573)
- Giovanni Francesco Bini, letterato italiano (Firenze, n. 1484 - Roma, † 1556)
- Giovan Battista Deti, letterato italiano (Firenze, n. 1539 - Firenze, † 1607)
- Giambattista Giraldi Cinzio, letterato, poeta e drammaturgo italiano (Ferrara, n. 1504 - Ferrara, † 1573)

## Linguisti(1)
- Giovan Battista Pellegrini, linguista, glottologo e filologo italiano (Cencenighe Agordino, n. 1921 - Padova, † 2007)

## Matematici(1)
- Giovan Battista Danti, matematico e ingegnere italiano (Perugia, n. 1478 - Venezia, † 1517)

## Medici(3)
- Giambattista Canano, medico italiano (n. 1515 - † 1579)
- Giovan Battista Fabbri, medico italiano (Bologna, n. 1806 - Bologna, † 1874)
- Giovanni Battista Grassi, medico, zoologo e botanico italiano (Rovellasca, n. 1854 - Roma, † 1925)

## Militari(3)
- Giovan Giacomo Barbiano di Belgioioso, ufficiale italiano (n. 1565 - Liegi, † 1626)
- Giovan Battista Bertagni, militare e partigiano italiano (Lucca, n. 1921 - † 2007)
- Giovan Maria Salati, militare italiano (Malesco, n. 1796 - Parigi, † 1879)

## Nobili(6)
- Giovan Girolamo II Acquaviva d'Aragona, nobile e condottiero italiano (Giulianova, n. 1663 - Roma, † 1709)
- Giovan Pietro Carminati di Brembilla, nobile, militare e condottiero italiano (Val Brembilla - Faenza, † 1488)
- Giovan Battista II Celestri, nobile e avvocato italiano (Catania, n. 1548 - Madrid, † 1615)
- Giovan Filippo Certani, nobile italiano (n. 1588 - † 1630)
- Giovan Giorgio Cesarini, nobile italiano (Roma, n. 1590 - Roma, † 1635)
- Giovan Battista Marin, nobile italiano (Corfù, n. 1777)

## Oceanografi(1)
- Giovan Battista Magnaghi, oceanografo, politico e progettista italiano (Lomello, n. 1839 - Roma, † 1902)

## Partigiani(2)
- Gianni Mineo, partigiano italiano (Santa Flavia, n. 1921 - Novara, † 1987)
- Giovanni Battista Stucchi, partigiano, politico e avvocato italiano (Monza, n. 1899 - Predazzo, † 1980)

## Patrioti(5)
- Giovan Battista Asperti, patriota italiano (Bergamo, n. 1839 - Romano di Lombardia, † 1920)
- Giovan Battista Cattabeni, patriota italiano (Senigallia, n. 1822 - Napoli, † 1868)
- Giovan Battista Fardella, patriota e politico italiano (Trapani, n. 1818 - Palermo, † 1881)
- Giovan Battista Formentini, patriota e politico italiano (Brescia, n. 1808 - Brescia, † 1881)
- Giovan Battista Perasso, patriota italiano (Genova, n. 1735 - Genova, † 1781)

## Pittori(39)
- Giovanni Battista Baiardo, pittore italiano (Genova - Milano, † 1657)
- Giovan Battista Bolognini, pittore e incisore italiano (Bologna, n. 1612 - Bologna, † 1688)
- Giovan Battista Boncori, pittore italiano (Campli, n. 1643 - Roma, † 1699)
- Giovan Battista Borghesi, pittore italiano (Parma, n. 1790 - Parma, † 1846)
- Giovan Battista Calandra, pittore italiano (Vercelli, n. 1586 - Roma, † 1644)
- Giovan Francesco Caroto, pittore italiano (Verona - Verona, † 1555)
- Il Cerano, pittore, scultore e architetto italiano (Romagnano Sesia, n. 1573 - Milano, † 1632)
- Giovanni Simone Comandè, pittore italiano (Messina - Messina)
- Giovan Gioseffo Dal Sole, pittore e incisore italiano (Bologna, n. 1654 - Bologna, † 1719)
- Pacecco De Rosa, pittore italiano (Napoli, n. 1607 - † 1656)
- Giovan Battista Dell'Era, pittore italiano (Treviglio, n. 1765 - Firenze, † 1799)
- Giovanni Domenico Ferrucci, pittore italiano (Fiesole, n. 1619 - Lucca)
- Giovan Lorenzo Firello, pittore italiano (Afragola - Afragola, † 1583)
- Giovan Francesco Gaggini, pittore e artista svizzero (Bissone, n. 1683 - Bissone, † 1768)
- Giovan Battista Galeazzi, pittore italiano (Brescia)
- Giovan Battista Gaulli, pittore italiano (Genova, n. 1639 - Roma, † 1709)
- Francesco Gessi, pittore italiano (Bologna, n. 1588 - Bologna, † 1649)
- Giampietrino, pittore italiano († 1553)
- Giovan Filippo Giarrè, pittore italiano (Firenze - Firenze)
- Giovan Battista Guarinoni d'Averara, pittore italiano (Averara - Bergamo, † 1579)
- Giovan Battista Guidoni, pittore italiano
- Giovan Battista Langetti, pittore italiano (Genova, n. 1635 - Venezia, † 1676)
- Giovan Battista Lelli, pittore italiano (San Giovanni Bianco, n. 1828 - Milano, † 1898)
- Giovan Battista Mantovano, pittore e incisore italiano (Mantova, n. 1503 - Mantova, † 1575)
- Giovan Battista Montini, pittore italiano (Firenze, n. 1613 - Firenze, † 1673)
- Giovan Battista Moroni, pittore italiano (Albino)
- Giovan Francesco Nagli, pittore italiano
- Giovan Giacomo Pandolfi, pittore italiano (Pesaro)
- Giovan Battista Pellizzari, pittore italiano (Verona, n. 1598 - Padova, † 1660)
- Giovan Battista Riva, pittore italiano (Bergamo, n. 1830 - Bergamo, † 1910)
- Giovan Battista Rositi da Forlì, pittore italiano (Forlì - † 1545)
- Giovan Battista Rossi, pittore italiano
- Rosso Fiorentino, pittore italiano (Firenze, n. 1494 - Fontainebleau, † 1540)
- Giovan Battista Ruoppolo, pittore italiano (Napoli, n. 1629 - † 1693)
- Giovan Paolo Schor, pittore, scenografo e architetto austriaco (Innsbruck, n. 1615 - Roma, † 1674)
- Giovan Battista Spinelli, pittore italiano (Chieti, n. 1613 - Ortona, † 1658)
- Giovan Francesco Tura, pittore italiano (Mantova)
- Giovan Battista Vanni, pittore italiano (Firenze, n. 1600 - Pistoia, † 1660)
- Giovan Battista della Cerva, pittore italiano (Novara - Milano, † 1580)

## Poeti(6)
- Giovan Giorgio Alione, poeta, drammaturgo e scrittore italiano (Asti - Asti)
- Giovan Battista Lepidi, poeta e retore italiano (L'Aquila)
- Giovan Francesco Maia Materdona, poeta italiano (Mesagne, n. 1590 - † 1650)
- Giovan Battista Marino, poeta e scrittore italiano (Napoli, n. 1569 - Napoli, † 1625)
- Giovan Domenico Peri, poeta e drammaturgo italiano (Arcidosso, n. 1564 - Arcidosso, † 1639)
- Giovan Leonardo Primavera, poeta e compositore italiano (Barletta, n. 1540 - Barletta, † 1585)

## Politici(6)
- Giampietro de Proti, politico italiano (Vicenza - Vicenza, † 1412)
- Giovan Carlo Iozzelli, politico italiano (Pistoia, n. 1929 - Pistoia, † 2009)
- Giovan Battista Pica, politico italiano (L'Aquila, n. 1790 - Napoli, † 1872)
- Giovan Battista Queirolo, politico e medico italiano (Cicagna, n. 1856 - Pisa, † 1930)
- Giovan Francesco Soardi, politico e letterato italiano (Mantova)
- Giovan Filippo Terzi Guerrieri, politico e condottiero italiano († 1453)

## Presbiteri(2)
- Giovan Battista Landeschi, presbitero e agronomo italiano (Firenzuola, n. 1721 - Castelfiorentino, † 1783)
- Giovan Battista Rossi, presbitero italiano (Noale, n. 1737 - Treviso, † 1826)

## Religiosi(3)
- Giovan Giuseppe della Croce, religioso, santo e francescano italiano (Ischia, n. 1654 - Napoli, † 1734)
- Giovan Battista Bracciolini, religioso e storico italiano (Lanciolina, n. 1439 - Roma, † 1470)
- Giovan Battista Minucci, religioso e vescovo cattolico italiano (Cittareale, n. 1680 - Policastro, † 1767)

## Scrittori(6)
- Giovanni Pietro Bellori, scrittore, antiquario e storico dell'arte italiano (Roma, n. 1613 - Roma, † 1696)
- Giovan Francesco Buonamico, scrittore, poeta e medico maltese (Malta, n. 1639 - Malta, † 1680)
- Giovan Battista Fagiuoli, scrittore, poeta e drammaturgo italiano (Firenze, n. 1660 - † 1742)
- Giovan Francesco Loredan, scrittore italiano (Venezia, n. 1607 - Peschiera, † 1661)
- Giovan Battista Pollidori, scrittore, storiografo e archeologo italiano (n. 1695)
- Giovan Pietro Vieusseux, scrittore e editore italiano (Oneglia, n. 1779 - Firenze, † 1863)

## Scultori(13)
- Giovan Carlo Baratta, scultore italiano (Carrara, n. 1790 - Siena, † 1877)
- Giovan Battista Comolli, scultore italiano (Valenza, n. 1775 - Milano, † 1831)
- Giovanni Angelo Del Maino, scultore e intagliatore italiano (Milano)
- Giovan Battista Longanesi-Cattani, scultore, pittore e illustratore italiano (Brescia, n. 1865 - Ferrara, † 1942)
- Giovan Tommaso Malvito, scultore italiano (Napoli)
- Giovan Battista Marino, scultore italiano
- Giovan Battista Mazzolo, scultore italiano (Carrara - † 1550)
- Giovanni Battista Natali, scultore e pittore italiano (Pontremoli, n. 1698 - Piacenza, † 1768)
- Giovan Pietro Ragona, scultore italiano (n. 1632 - † 1692)
- Giovanni Battista Ranghieri, scultore italiano (n. 1641)
- Giovan Francesco Rustici, scultore italiano (Firenze, n. 1475 - Tours, † 1554)
- Giovan Francesco da Sangallo, scultore e architetto italiano (Firenze, n. 1494 - Firenze, † 1576)
- Umile da Petralia, scultore e religioso italiano (Petralia Soprana, n. 1600 - Palermo, † 1639)

## Storici(3)
- Giovan Battista Adriani, storico e oratore italiano (Firenze, n. 1511 - Firenze, † 1579)
- Giovan Battista Pacichelli, storico e abate italiano (Roma, n. 1641 - Roma, † 1695)
- Giovan Battista di Crollalanza, storico, genealogista e araldista italiano (Fermo, n. 1819 - Pisa, † 1892)

## Stuccatori(1)
- Giovanni Martino Portogalli, stuccatore svizzero (Mugena - † 1754)

## Tipografi(1)
- Giovan Battista Sessa, tipografo italiano (Sessa)

## Umanisti(2)
- Giovan Battista Pigna, umanista e letterato italiano (Ferrara, n. 1529 - Ferrara, † 1575)
- Giovan Battista Pio, umanista, poeta e filologo italiano (Bologna, n. 1460 - Roma, † 1543)

## Vescovi cattolici(3)
- Giovan Tommaso Perrone, vescovo cattolico italiano (Rossano, n. 1602 - Nicastro, † 1677)
- Giovan Girolamo de' Rossi, vescovo cattolico e umanista italiano (San Secondo Parmense, n. 1505 - Prato, † 1564)
- Leonardo Vitetti, vescovo cattolico italiano (Cirò, n. 1703 - Castellaneta, † 1778)

## Senza attività specificata(2)
- Giovan Marco Cinico, calligrafo italiano (Parma - Napoli)
- Giovan Carlo Tramontano, conte italiano (Sant'Anastasia, n. 1451 - Matera, † 1514)